# Doro Kowatsch
Doro Kowatsch (*  17. Mai 1956 in Knittelfeld; † 29. Juli 2024 in Bad Eisenkappel) war ein Berufsoffizier des österreichischen Bundesheeres mit dem letzten Dienstgrad Oberst. Er gehörte den Luftstreitkräften als Militärpilot und Kommandeur an, aufgrund seiner engen beruflichen Verbindung mit dem Überschallkampfflugzeug Saab J 35Ö Draken wurde er in den österreichischen Medien „Mister Draken“ genannt.

## Biographie

### Leben bis 1985
Kowatsch wurde in Knittelfeld geboren und lebte in Seckau. Er trat als Jugendlicher in die Heeresflugsportvereinigung Kondor ein und erwarb den Segelfliegerschein noch vor dem Führerschein. Nach der Matura und seinem Grundwehrdienst besuchte er die Theresianische Militärakademie in Wiener Neustadt, trat in die Luftstreitkräfte ein und begann  die Ausbildung zum Militärpiloten auf den Flugzeugen Saab 91 Safir und Saab 105 Ö. Er gehörte dem Ausmusterungsjahrgang 1978 „Flitsch-Tolmein“ an.
1980 wurde Kowatsch, genannt „Kodo“, Einsatzflugzeugführer und noch im selben Jahr zum stellvertretenden Kommandanten der 1. Staffel des Überwachungsgeschwaders berufen.

### Saab J 35Ö Draken

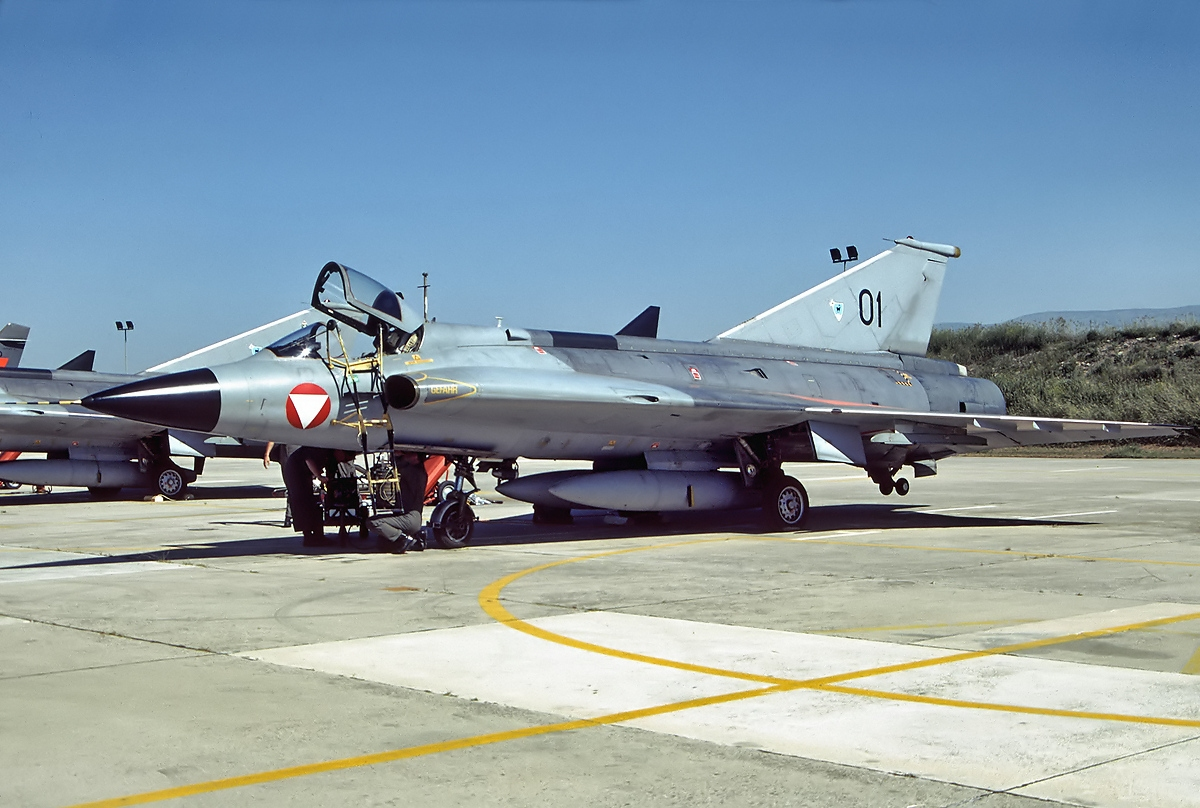
Saab J 35Ö–3514 mit der Kennung „01“

Im Jahr 1985 wurde von der österreichischen Bundesregierung nach längerer Diskussion beschlossen, für den Ausbau der Luftraumüberwachung 24 gebrauchte Saab J 35 Draken von Schweden anzukaufen. Im Zuge der Einführung dieses Jets als erstem Überschall-Abfangjäger der österreichischen Luftstreitkräfte wurde Kowatsch als erster österreichischer Offizier nach Schweden geschickt, um dort von 1985 bis 1988 die Pilotenausbildung für den Flugzeugtyp zu durchlaufen. Als am 6. Juni 1988 die ersten sechs gelieferten Flugzeuge dieses Typs auf den Fliegerhorst Nittner in Graz-Thalerhof überstellt wurden, flog Kowatsch, damals als 32-jähriger Hauptmann, den ersten in Österreich ankommenden Saab J 35.
Während des 10-Tage-Kriegs vom 26. Juni bis zum 7. Juli 1991 war Kowatsch einer von nur neun Draken-Piloten des Bundesheeres, die trotz unzureichender Bewaffnung täglich Patrouille flogen.

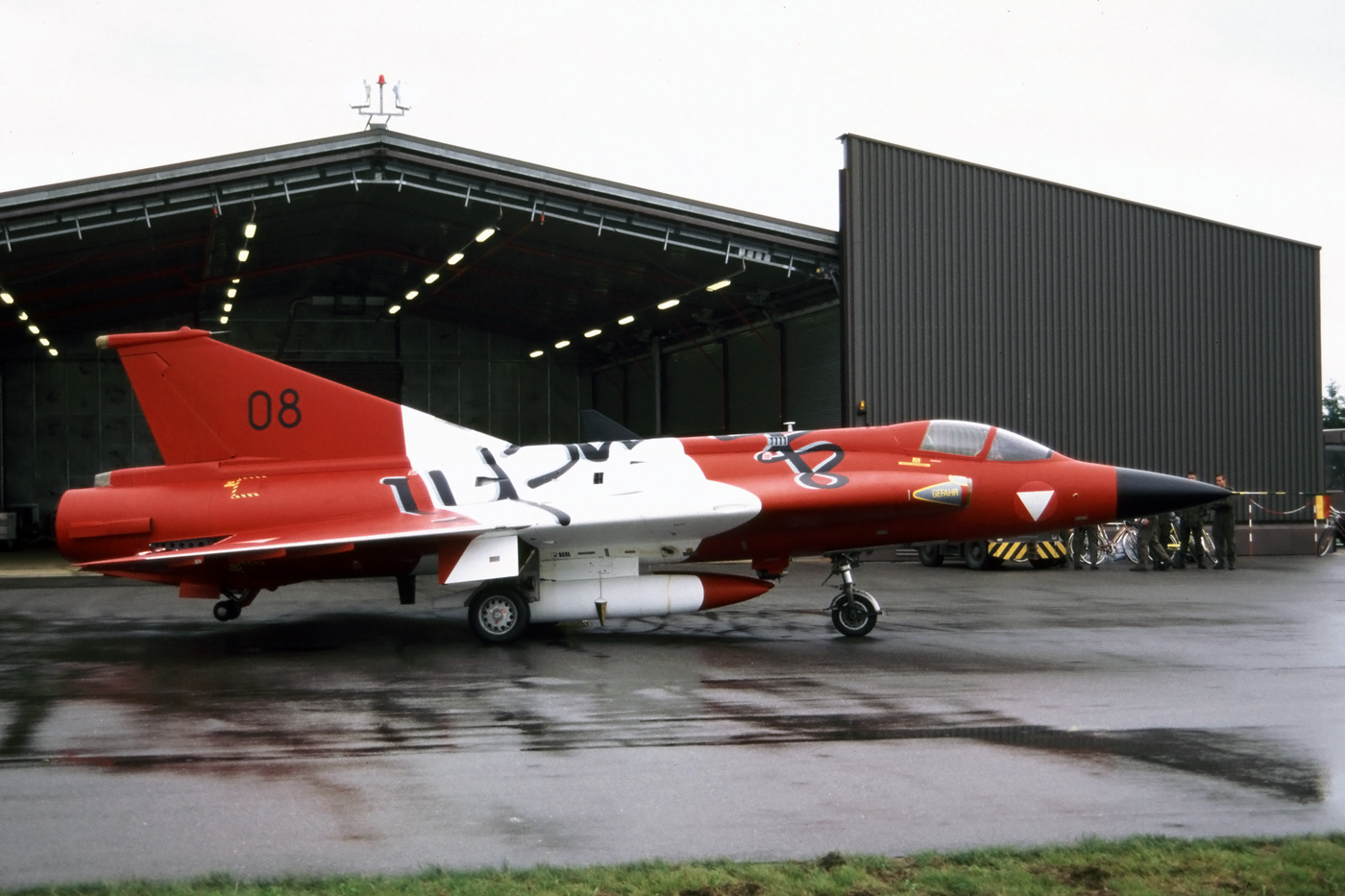
1996 zum Ostarrichi-Jubiläum speziell rot-weiß-rot lackierter Saab J 35Ö–351408

In den folgenden Jahren war Kowatsch maßgeblich beteiligt am unfallfreien Betrieb des Saab J 35Ö – u. a. als Ausbildungsleiter, stellvertretender Flugkommandant und Kommandant des Überwachungsgeschwaders auf dem Fliegerhorst Zeltweg. Ab 2001, als das Nachfolgemodell für die Saab J 35Ö zur Diskussion stand, durchlief Kowatsch einen Ausbildungslehrgang auf der Saab 37 Viggen in Schweden.
Als der Saab J 35Ö am 22. Dezember 2005 nach 17 Jahren Dienst und rund 500 Priorität-Alpha-Einsätzen – in diesen Fällen werden unklare Situationen im Luftraum über Österreich geklärt –  offiziell außer Dienst gestellt wurde und der 1996 zum Ostarrichi-Jubiläum speziell rot-weiß-rot lackierte Saab J 35Ö–351408 endgültig in den Hangar rollte, saß erneut Kowatsch im Cockpit. Er sagte: „Der Draken war ein Flugzeug, das man sich umgeschnallt hat wie einen gut passenden Rucksack.“

### Leben ab 2005

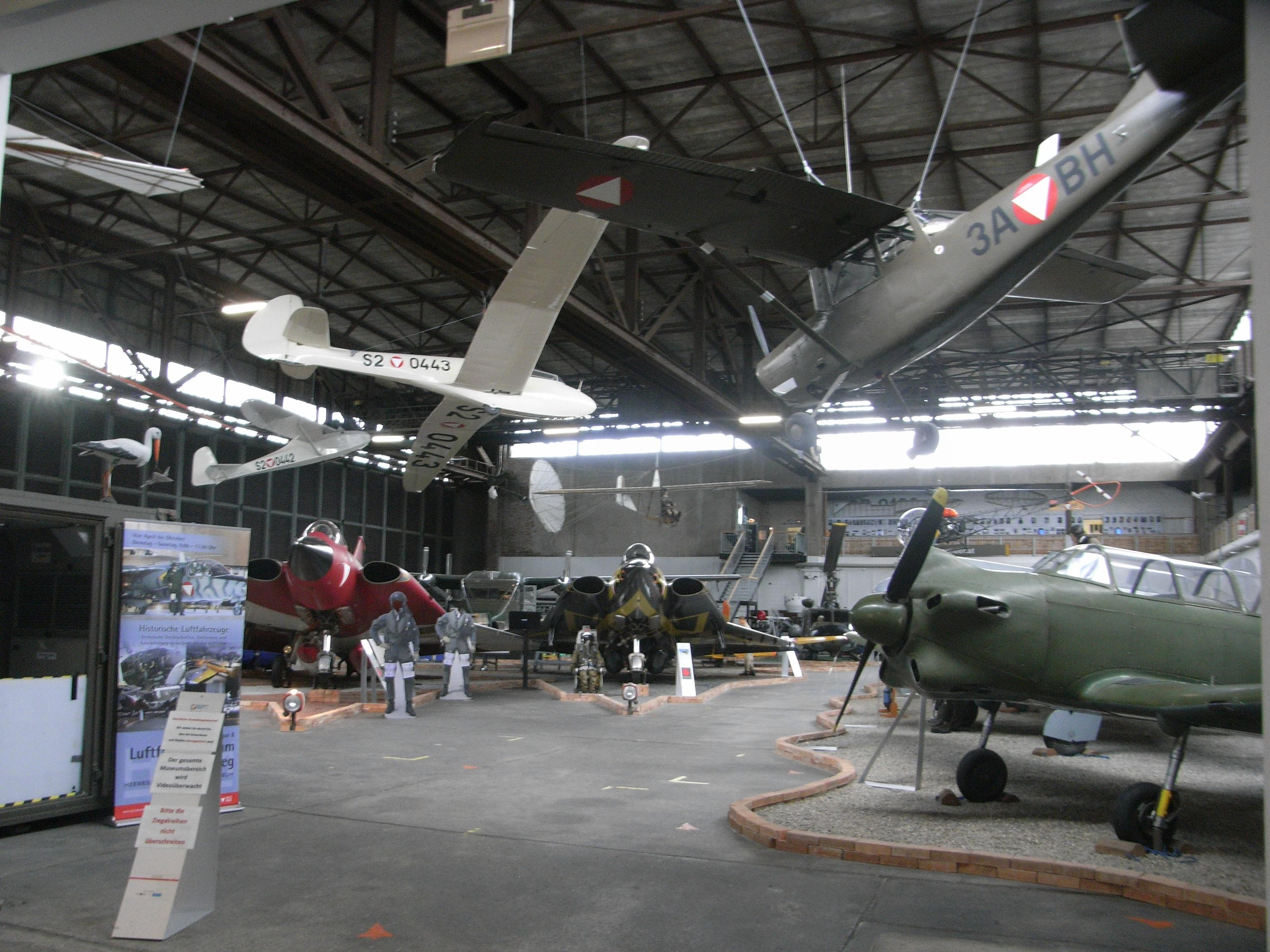
Militärluftfahrtausstellung im Hangar 8 des Fliegerhorsts Hinterstoisser in Zeltweg

Bei der Einführung der Eurofighter in den österreichischen Luftstreitkräften war Oberst Kowatsch als Kommandant des Überwachungsgeschwaders auf dem Fliegerhorst Zeltweg u. a. für die Rekrutierung und Ausbildung der Piloten verantwortlich. Zum Jahreswechsel 2008/2009 absolvierte er seine 4000. Flugstunde im Cockpit eines Bundesheer-Jets.
Im Ruhestand war der versierte Flieger auch Präsident der Gesellschaft zur Förderung der Österreichischen Luftstreitkräfte und maßgeblich am Aufbau der
Militärluftfahrtausstellung im Fliegerhorst Zeltweg beteiligt. Kowatsch war verheiratet mit Christa Kowatsch, hatte zwei Kinder und vier Enkelkinder.

## Tod
Kowatsch war passionierter Bergsteiger. Am 29. Juli 2024 unternahm er eine Wanderung in der Vellacher Kotschna im Bezirk Völkermarkt. Er wollte zum Seeländer Sattel und der Velika Baba. Als er am Abend nicht in seine Unterkunft zurückkam, erstattete seine Frau gegen 19 Uhr die Abgängigkeitsanzeige.

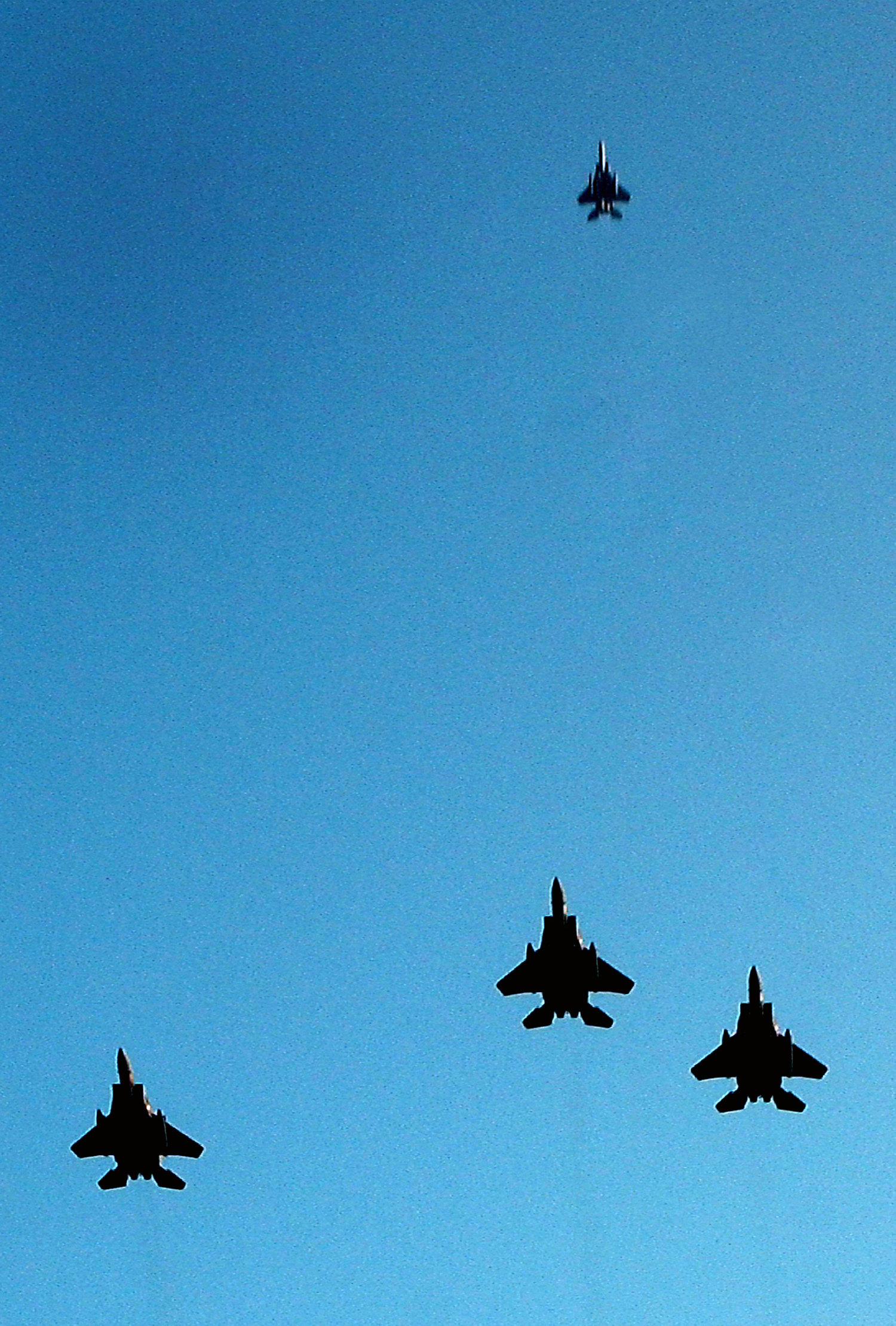
Missing Man Formation

Per Handypeilung und bei einem Suchflug mit einem Polizeihubschrauber konnte Kowatsch gegen 20:30 Uhr unterhalb des Gipfels der Velika Baba im steilen Gelände gefunden werden. Der Notarzt des ebenfalls alarmierten Rettungshubschraubers Christophorus 11 konnte nur mehr den Tod des Wanderers feststellen. Wie Erhebungen im Unfallbereich ergaben, dürfte der 68-Jährige Kowatsch beim Abstieg auf dem schmalen und ungesicherten Steig gestolpert und etwa 100 Meter über steiles und felsdurchsetztes Gelände abgestürzt sein.
Die Trauerfeier fand am 5. August 2024 in der Basilika Seckau statt, worauf Kowatsch auf dem Seckauer Friedhof beigesetzt wurde. Dabei flogen vier Eurofighter die in Österreich nur selten zu sehende Missing Man Formation: Über dem Friedhof leitete einer der Piloten einen steilen Steigflug ein, während die übrigen ihren Kurs beibehielten. Die dadurch entstandene Lücke in der Formation sollte dabei den nun leeren Platz von Kowatsch symbolisieren.